# Sorroinsù
Sorroinsù (en corse : Sorrunsù) est une ancienne piève de Corse. Située dans l'ouest de l'île, elle relevait de la province de Vico sur le plan civil et du diocèse de Sagone sur le plan religieux.

## Géographie

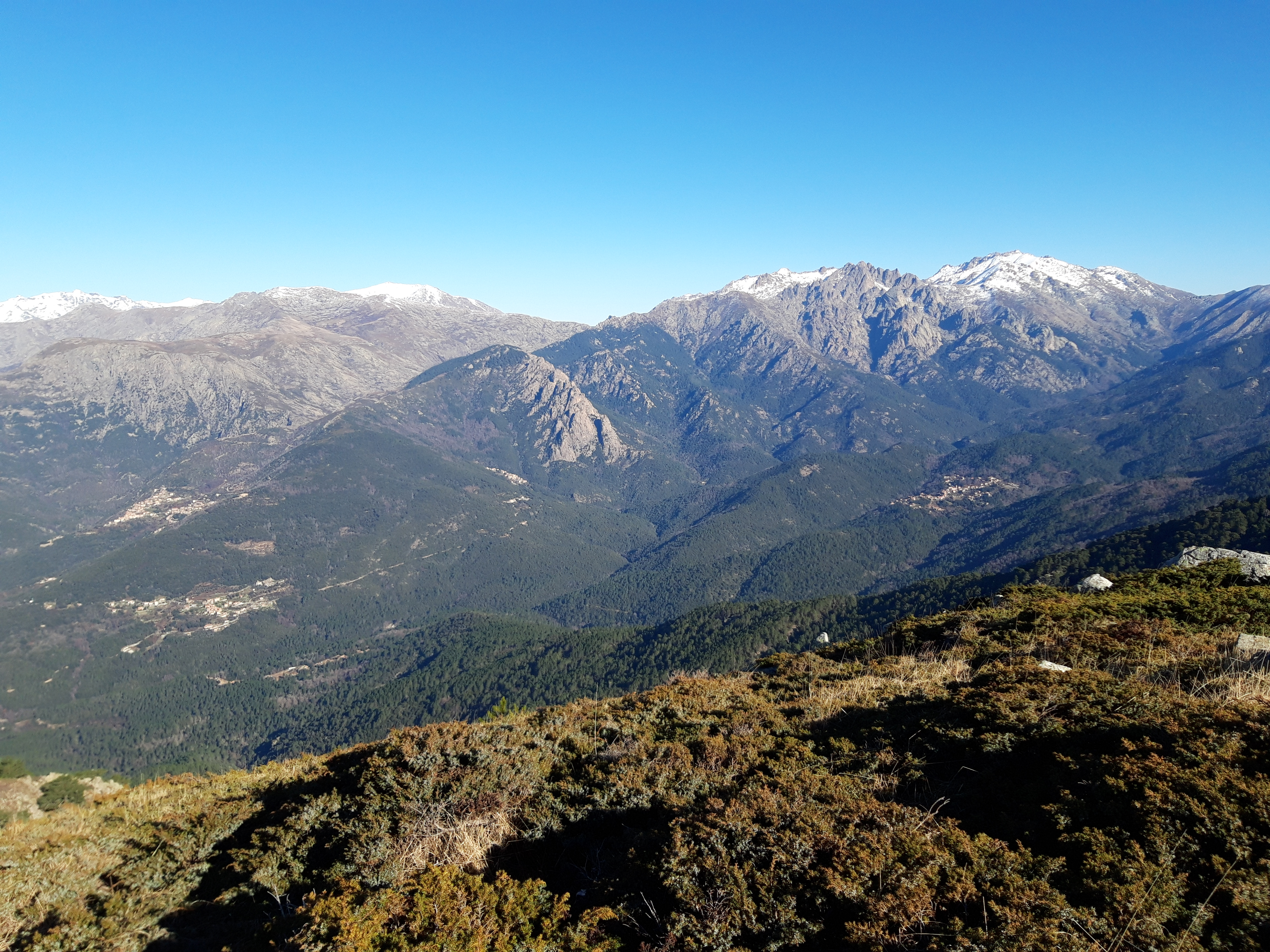
Vue sur la piève de Sorroinsù depuis le Monte Cervellu.

### Situation et relief
La piève de Sorroinsù désigne le territoire de l'ancien canton de Soccia. Elle forme avec Sorroingiù la microrégion des Deux-Sorru, qui tient son nom du col de Sorru.

### Composition
La piève de Sorroinsù correspond au territoire des actuelles communes de :
- Poggiolo ;
- Soccia ;
- Orto ;
- Guagno.

### Pièves limitrophes
La piève de Sorroinsù a pour pièves voisines :

## Histoire
En 1531, la piève de Sorroinsù comptait environ 4 250 habitants et avait pour lieux habités Gualagno, Pogiolo, Lunca, le Suprane et le Cincaragie.
Au milieu du XVIIIe siècle, l'abbé Francesco Maria Accinelli à qui Gênes avait demandé une estimation des populations de Corse, avait rédigé un texte manuscrit en langue italienne à partir des registres des paroisses. Il avait écrit : « Pieve di Sorunzù : Socia 118. Orto 114. Guagno 123. Poggiolo 62. ».
Le 15 mai 1768, par le traité de Versailles, Gênes charge la France d’administrer et de pacifier la Corse. Passant sous administration militaire française, la piève de Sorroinsù devient en 1790 le canton de Sorroinsù, formé avec les communes de Guagno, Orto, Poggiolo et Soccia. Celui-ci prend en 1828 le nom de canton de Soccia jusqu'à sa fusion en 1973 avec le canton de Vico pour former le canton des Deux-Sorru.